# Kęstutis Mažeika
Kęstutis Mažeika (ur. 28 kwietnia 1982 w Mariampolu) – litewski polityk, lekarz weterynarii i wykładowca akademicki, poseł na Sejm Republiki Litewskiej, w latach 2019–2020 minister środowiska.

## Życiorys
W 2000 ukończył szkołę średnią w rodzinnej miejscowości. W 2006 uzyskał dyplom lekarza weterynarii na Litewskiej Akademii Weterynaryjnej. W 2013 doktoryzował się w zakresie nauk rolniczych. W latach 2006–2016 był menedżerem w centrum karier na Litewskiej Akademii Weterynaryjnej. W 2013 zajął się także działalnością dydaktyczną jako wykładowca w katedrze chorób zakaźnych na macierzystej uczelni.
W wyborach w 2016 z ramienia Litewskiego Związku Rolników i Zielonych uzyskał mandat posła na Sejm Republiki Litewskiej. W kwietniu 2019 objął urząd ministra środowiska w rządzie Sauliusa Skvernelisa. W 2020 z powodzeniem ubiegał się o poselską reelekcję. W grudniu tegoż roku zakończył pełnienie funkcji ministra.
W styczniu 2022 przeszedł do ugrupowania Związek Demokratów „W imię Litwy”, które założył były premier. Z jego ramienia w wyborach w 2024 po raz kolejny uzyskał mandat deputowanego.